# Лютенка
Лю́тенка — река в России, протекает в городском округе Клин Московской области. Впадает в Сестру в 73,4 км от её устья по правому берегу. Длина реки составляет 13 км.
По данным государственного водного реестра России относится к Верхневолжскому бассейновому округу. Речной бассейн — (Верхняя) Волга до Куйбышевского водохранилища (без бассейна Оки), речной подбассейн — бассейны притоков (Верхней) Волги до Рыбинского водохранилища, водохозяйственный участок — Волга от Иваньковского гидроузла до Угличского гидроузла (Угличское водохранилище).